# Kariat Arekmane
Kariat Arekmane est une ville côtière du Maroc, dans la région de l'Oriental. Elle est située dans la province Nador, dans le Rif, à 25 km de la ville de Nador. Elle est située au sud de la lagune de la Mar Chica. Kariat Arekmane est desservie par la rocade méditerranéenne qui la traverse. Kariat Arekmane est connue pour sa plage très fréquentée l'été, par les citadins de Nador. La ville fait partie du projet d'aménagement touristique, Marchicamed.